# Kot pri Veliki Slevici
Kot pri Veliki Slevici – wieś w Słowenii, w gminie Velike Lašče. W 2018 roku liczyła 9 mieszkańców.